# Trachelipus graecus
Trachelipus graecus is een pissebed uit de familie Trachelipodidae. De wetenschappelijke naam van de soort is voor het eerst geldig gepubliceerd in 1938 door Hans Strouhal.